# Tiruvarur
Tiruvarur (Tamil: திருவாரூர் Tiruvārūr [ˈtiɾɯʋaːɾuːr], auch: Thiruvarur oder Tiruvalur, nicht zu verwechseln mit Tiruvallur) ist eine Stadt im südindischen Bundesstaat Tamil Nadu. Sie liegt im Osten Tamil Nadus im Mündungsdelta der Kaveri. Die nächstgrößeren Städte sind das an der Koromandelküste gelegene Nagapattinam 24 Kilometer östlich und Thanjavur 56 Kilometer südwestlich. Chennai, die Hauptstadt des Bundesstaates liegt rund 260 Kilometer nördlich. Tiruvarur ist Verwaltungssitz des gleichnamigen Distriktes. Die Einwohnerzahl beträgt rund 58.000 (Volkszählung 2011).
Den Mittelpunkt Tiruvarurs bildet der hinduistische Tyagaraja-Tempel. Der rund acht Hektar große Tempelkomplex beherbergt Schreine für die Gottheiten Vanmikanathar, Tyagaraja (beides Erscheinungsformen Shivas) und Kamalamba (die Gefährtin des Gottes). Direkt neben dem Tempel liegt der Kamalalayam-Teich, der mit einer Fläche von über zehn Hektar zu den größten Tempelteichen Indiens gehört. Tiruvarur wurde bereits im 7. Jahrhundert in den devotionalen Hymnen der Dichter Tirugnanasambandar und Tirunavukkarasar besungen. Die ältesten Inschriften im Tyagaraja-Tempel stammen von den Chola-Königen des 9. und 10. Jahrhunderts.
84 Prozent der Einwohner Tiruvarurs sind Hindus, 14 Prozent sind Muslime und 1 Prozent Christen. Die Hauptsprache ist, wie in ganz Tamil Nadu, das Tamil, das von 99 Prozent der Bevölkerung als Muttersprache gesprochen wird.

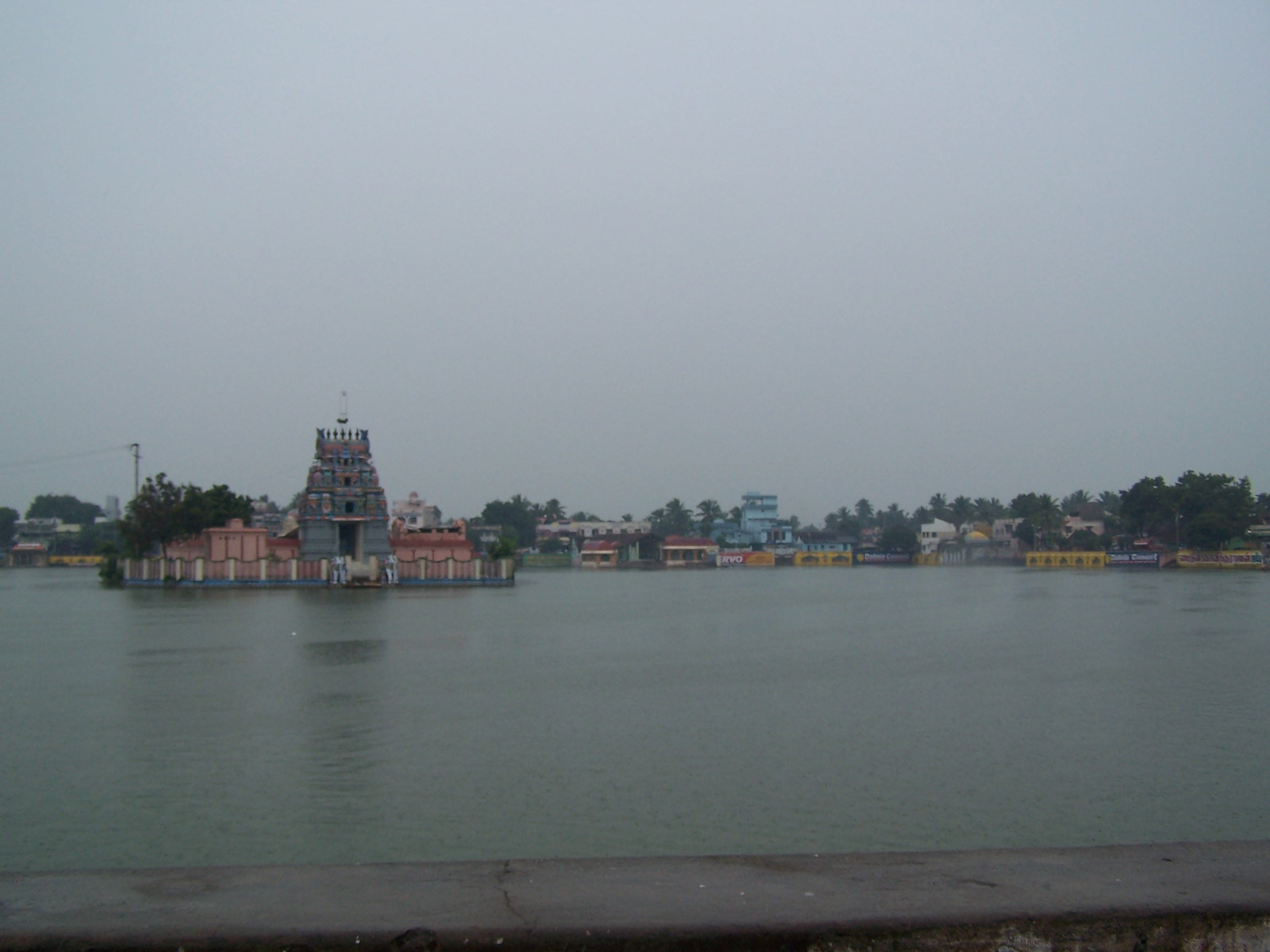
Der Kamalalayam-Teich

## Söhne und Töchter der Stadt
- Muthuswami Dikshitar (1775–1835), südindischer Komponist der Liedgattung Kriti mit Sanskrittexten
- Syama Sastri (1762–1827), Komponist und Sänger
- Tyagaraja (1767–1847), berühmtester Komponist von Kritis, legte deren Form fest
- N. Ramani (1934–2015), Flötist der Karnatischen Musik